# 1. Suhler SV
Der 1. Suhler SV 06 ist ein deutscher Sportverein, der seinen Sitz in der Stadt Suhl (Thüringen) hat. Neben seinem Hauptbetätigungsfeld Fußball bietet er auch die Sportarten Leichtathletik, Faustball und Tischtennis an. Er nutzt das städtische Auestadion mit Platz für 12.000 Zuschauer. Die Vereinsfarben sind Rot-Weiß.

## Geschichte

### Vereinsentwicklung

Logo 1972–1990

In Suhl wurden 1906 die Sportvereine SC Germania Suhl und VfB Suhl gegründet. Beide Vereine schlossen sich 1924 zum VfB Germania Suhl zusammen. Auf einer Generalversammlung am 17. Januar 1926 wurde beschlossen, den Verein in 1. Suhler Sportverein 06 umzubenennen. Seine Fußballmannschaft spielte bis zum Ende des Zweiten Weltkriegs nur unterklassig, in den 1930er Jahren in der Thüringer Bezirksklasse, die 2. Spielklasse unter der Gauliga Mitte. Nach Kriegsende wurde der Verein wie alle Sportvereine in der sowjetischen Besatzungszone im Laufe des Jahres 1945 auf Befehl der Besatzungsmacht aufgelöst.
Bis 1949 existierte eine Sportgemeinschaft Suhl, die zunächst auf engem regionalen Raum und später innerhalb Thüringens Sportwettkämpfe austragen durfte. Im Rahmen der Bildung von Betriebssportgemeinschaften (BSG) in Ostdeutschland wurde die SG zunächst 1949 von der BSG Fortschritt Suhl übernommen, die ein Jahr später nach der Zusammenlegung mehrerer Betriebssportgemeinschaften in der ZSG Suhl aufging. Nach einem erneuten Wechsel des Trägerbetriebes entstand 1952 die BSG Motor Mitte Suhl. Zwischenzeitlich führte diese BSG in Abgrenzung zur BSG Motor Simson Suhl den Namen BSG ETW Suhl. Ab 1. Januar 1969 fusionierten die beiden Trägerbetriebe VEB Ernst-Thälmann-Werk Suhl und VEB Fahrzeug und Gerätewerk Simson Suhl. Nach der Fusion der Trägerbetriebe wurden die BSG ETW Suhl in BSG Motor Suhl Mitte und die BSG Motor Simson Suhl in BSG Motor Suhl-Heinrichs umbenannt. Zur Jahresmitte 1970 erfolgte dann die Fusion der beiden Betriebssportgemeinschaften zur BSG Motor Ernst Thälmann Suhl, Kurzbezeichnung Motor ET Suhl. Diese wurde am 1. August 1974 umbenannt in BSG Motor Suhl. Der Name wurde bis zur deutschen Wiedervereinigung beibehalten.
Als 1990 infolge der wirtschaftlichen Veränderungen durch die deutsche Wiedervereinigung die finanzielle und logistische Unterstützung der Trägerbetriebe entfallen war, wurde durch Mitglieder der BSG der 1. Suhler SV 06 als eingetragener Verein neu gegründet.

### Fußballsportlicher Werdegang
1948 wurde die SG Suhl Kreismeister, 1949 Dritter der Thüringer Landesklasse Staffel 3. Die ZSG Suhl musste 1950 aus der Landesklasse absteigen. Als 1952 die drittklassige Fußball-Bezirksliga Suhl ihren Spielbetrieb aufnahm, gehörte die BSG Motor zu den Gründungsmannschaften. Sie gewann 1957 die Bezirksmeisterschaft und qualifizierte sich damit für die inzwischen eingeführte und neue drittklassige II. DDR-Liga. Als 1963 die II. DDR-Liga aufgelöst wurde, wurde Motor Suhl wieder in die Bezirksliga zurückgestuft. 1966 unterlag die BSG den Kampf um die Bezirksmeisterschaft der BSG Aktivist Kali Werra Tiefenort in zwei Spielen mit 1:2 und 0:1.
Im Jahre 1968 stieg die Mannschaft in die Bezirksklasse ab. Zum gleichen Zeitpunkt wurde die BSG Motor Simson Suhl Kreismeister und stieg in die Bezirksklasse auf. Zum Saisonende stand Motor Suhl-Heinrichs auf Platz 1 und stieg damit in die Bezirksliga auf. Motor Suhl Mitte verblieb in der Bezirksklasse. In der Saison 1969/70 schaffte die BSG Motor Suhl-Heinrichs – wenn auch nur sehr knapp – den Klassenerhalt in der Bezirksliga. Nach dieser Saison erfolgte die Vereinigung von BSG Motor Suhl-Heinrichs und BSG Motor Suhl Mitte zur BSG Motor ET Suhl, die 1970/71 Staffelsieger der Bezirksliga wurde und damit in die DDR-Liga (zweithöchste Spielklasse der DDR) aufstieg. Der DDR-Liga-Neuling konnte die Klasse jedoch nicht halten, schaffte aber binnen Jahresfrist den Wiederaufstieg.

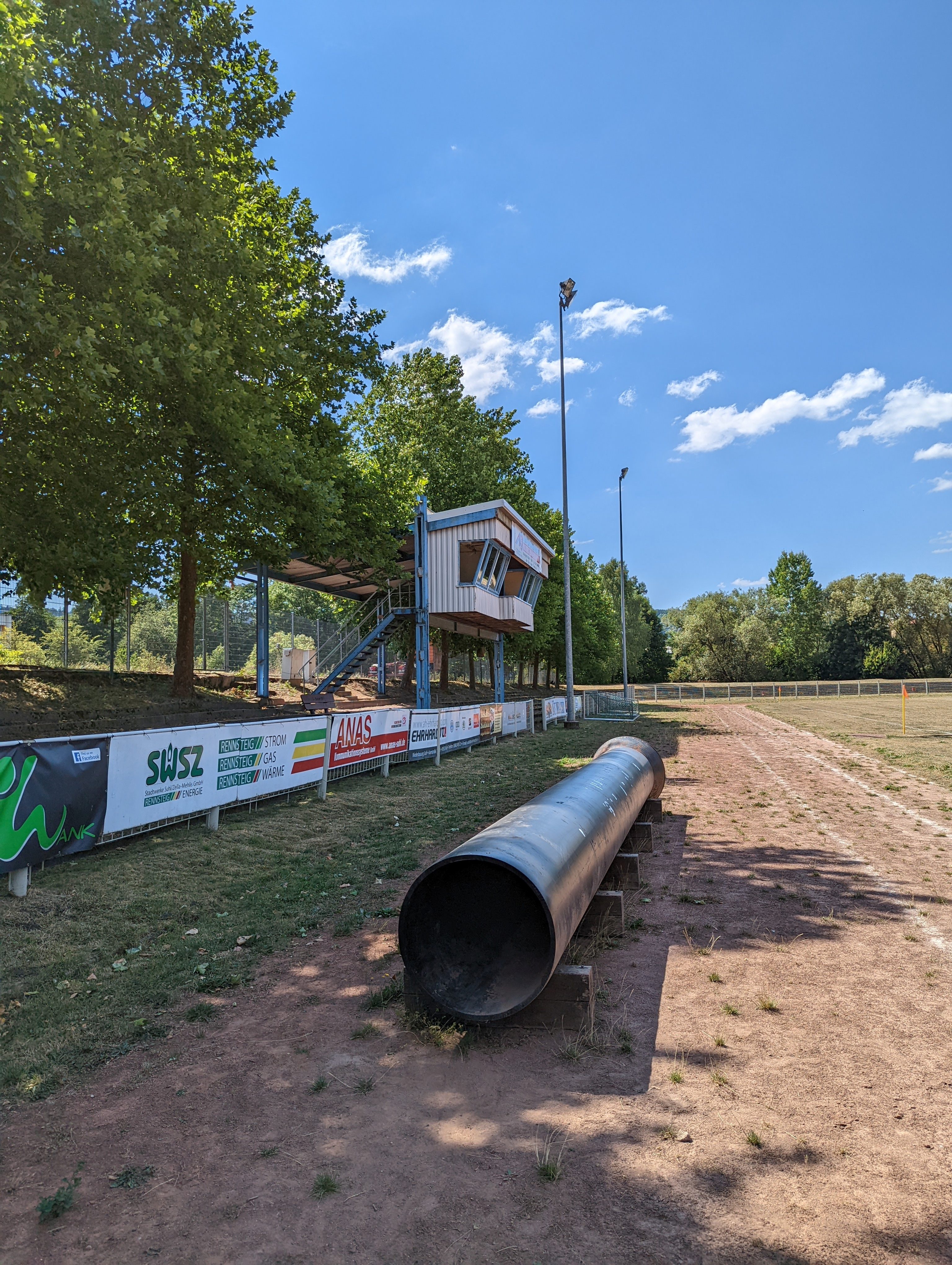
Der Sprecherturm im Suhler Auestadion

Anschließend etablierte sich die BSG Motor Suhl in der DDR-Liga und erreichte mehrfach zweite Plätze in ihrer Staffel. 1976 nahm die Mannschaft erstmals Anlauf zum Aufstieg in die DDR-Oberliga. Als Staffelzweiter hinter der nicht aufstiegsberechtigten 2. Mannschaft des FC Carl Zeiss Jena nahm Suhl an der Aufstiegsrunde teil, scheiterte aber als Vierter. In der Saison 1978/79 wurde die Mannschaft erstmals Staffelsieger, was erneut zur Teilnahme an der Aufstiegsrunde zur DDR-Oberliga berechtigte. Dort scheiterte sie nur aufgrund des schlechteren Torverhältnisses an Chemie Leipzig. Im Jahre 1981 nahmen die Suhler wieder an der Aufstiegsrunde der fünf Liga-Staffelsieger teil, wurde aber abgeschlagen Letzter. Schließlich gelang im vierten Versuch nach der Saison 1983/84 zusammen mit der BSG Stahl Brandenburg der Sprung in die Eliteklasse. Die Oberligasaison 1984/85 verlief ernüchternd für die Suhler. In den ersten 16 Punktspielen gelangen lediglich zwei Unentschieden, gegen Wismut Aue landeten sie mit 3:1 den einzigen Sieg, alle Auswärtsspiele wurden verloren, und am Ende stieg man nach 22 Niederlagen in 26 Spielen wieder in die nunmehr zweiteilige DDR-Liga ab. Im Durchschnitt besuchten 5.923 Zuschauer die 13 Heimspiele im zu dieser Zeit 15.000 Besucher fassenden Sportpark der Freundschaft. Trainer Ernst Kurth setzte in der Oberligasaison auf folgende Stammformation, die ein Durchschnittsalter von 26,4 Jahren aufwies:
| Klaus Müller (31 Jahre / 25 Spiele) Erhard Mosert (33/24) Uwe Jertschewski (21/26), Andreas Schneider (27/19), Andreas Böhm (22/21) Roman Seyfarth (21/25), Dieter Kurth (22/20), Klaus Schröder (29/20) Harald Fritz (29/13), Henry Lesser (21/22), Gerd Schellhase (34/16) |

Auch im FDGB-Pokal kam in dieser Spielzeit früh das Aus – als einziger Erstligist übersprangen die Suhler nicht die Hürde 1. Hauptrunde. Nach dem Oberligaabstieg spielte die BSG Motor Suhl noch einige Jahre in der DDR-Liga, konnte aber nur noch einmal (1988/89) einen dritten Platz in der Ligastaffel B belegen. Das Ende des DDR-Fußballspielbetriebes schloss Motor Suhl in der Saison 1989/90 mit einem neunten Platz in der Südstaffel der DDR-Liga ab.
Im Wettbewerb um den DDR-Fußballpokal erreichte die BSG Motor als bestes Ergebnis 1977 und 1979 das Viertelfinale.

#### Ligenübersicht 1952–1990
- 1952/53–1957: Bezirksliga Suhl (3./4. Liga)
- 1958–1962/63: II. DDR-Liga (3.)
- 1963/64–1967/68: Bezirksliga Suhl (3.)
- 1968/69–1969/70: Bezirksklasse Suhl (4.)
- 1970/71: Bezirksliga Suhl (3.)
- 1971/72: DDR-Liga (2.)
- 1972/73: Bezirksliga Suhl (3.)
- 1973/74–1983/84 DDR-Liga (2.)
- 1984/85: Oberliga (1.)
- 1985/86–1989/90: DDR-Liga (2.)

#### Ligenübersicht ab 1990
- 1990/91: NOFV-Liga (2.)
- 1991/92: Oberliga Nordost (3.)
- 1992/93: Verbandsliga Thüringen (4.)
- 1993/94: Oberliga Nordost (3.)
- 1994/95–1999/2000: Oberliga Nordost (4.)
- 2000/01–04/05: Thüringenliga (5.)
- 2005/06–07/08: Landesklasse Thüringen (6.)
- 2007/08–17/18: Landesklasse Thüringen (7.)
- 2018/19: Kreisoberliga
- 2019/20–23/24: Landesklasse Staffel 3
- seit 2024/25: Kreisoberliga Rhön-Rennsteig

In das Spieljahr 1990/91 fiel der Tag des Beitritts des Landes Thüringen zur Bundesrepublik Deutschland, der Spielbetrieb von DFB und NOFV wurde dann im Sommer 1991 zusammengeführt. Im Sommer 1994 wurde oberhalb der Oberliga die Regionalliga und im Sommer 2008 oberhalb der Regionalliga die 3. Liga eingeführt, so dass die Spielklassen des SV 06 jeweils um eine Ebene zurückgestuft wurden.

## Erfolge
- Teilnahme an der DDR-Oberliga 1984/85
- Finalist Thüringer Landespokal 1994

## Überregional bekannte Spieler
- Holger Bühner, später 3 Bundesligaspiele für den VfB Leipzig
- Henry Lesser, bestritt 4 A-Länderspiele für die DDR
- Erhard Mosert, bestritt 1969 1 A-Länderspiel für die DDR

## Wissenswertes
- In der ewigen Tabelle der DDR-Oberliga belegt die BSG Motor Suhl mit 26 Spielen (1 S, 3 U, 22 N) und 16:92 Toren den 44. und letzten Platz.
- Der Ansagerturm im Auestadion gehört zu den 150 Fußballorten, die man gesehen haben muss, wie das Magazin 11FREUNDE in seiner Ausgabe 223 befindet.